# Julius Caesar Alford
Julius Caesar Alford, född 10 maj 1799 i Greensboro i Georgia, död 1 januari 1863 i Montgomery County, Alabama, var en amerikansk politiker (whig). Han var ledamot av USA:s representanthus från januari till mars 1837 och 1839–1841.
Alford studerade juridik och var verksam som advokat. Han var dessutom plantageägare. Kongressledamot George W. Towns avgick 1836 och efterträddes av Alford. Han lyckades inte bli omvald men två år senare lyckades han med att bli vald för en hel mandatperiod. Efter sin tid i kongressen flyttade han från Georgia till Alabama.
Alford avled 1863 och gravsattes på en familjekyrkogård i Montgomery County i Alabama.